# Opera di San Giovanni
Il palazzetto dell'Opera di San Giovanni è un edificio storico del centro di Firenze, situato in piazza San Giovanni 7.

## Storia e descrizione

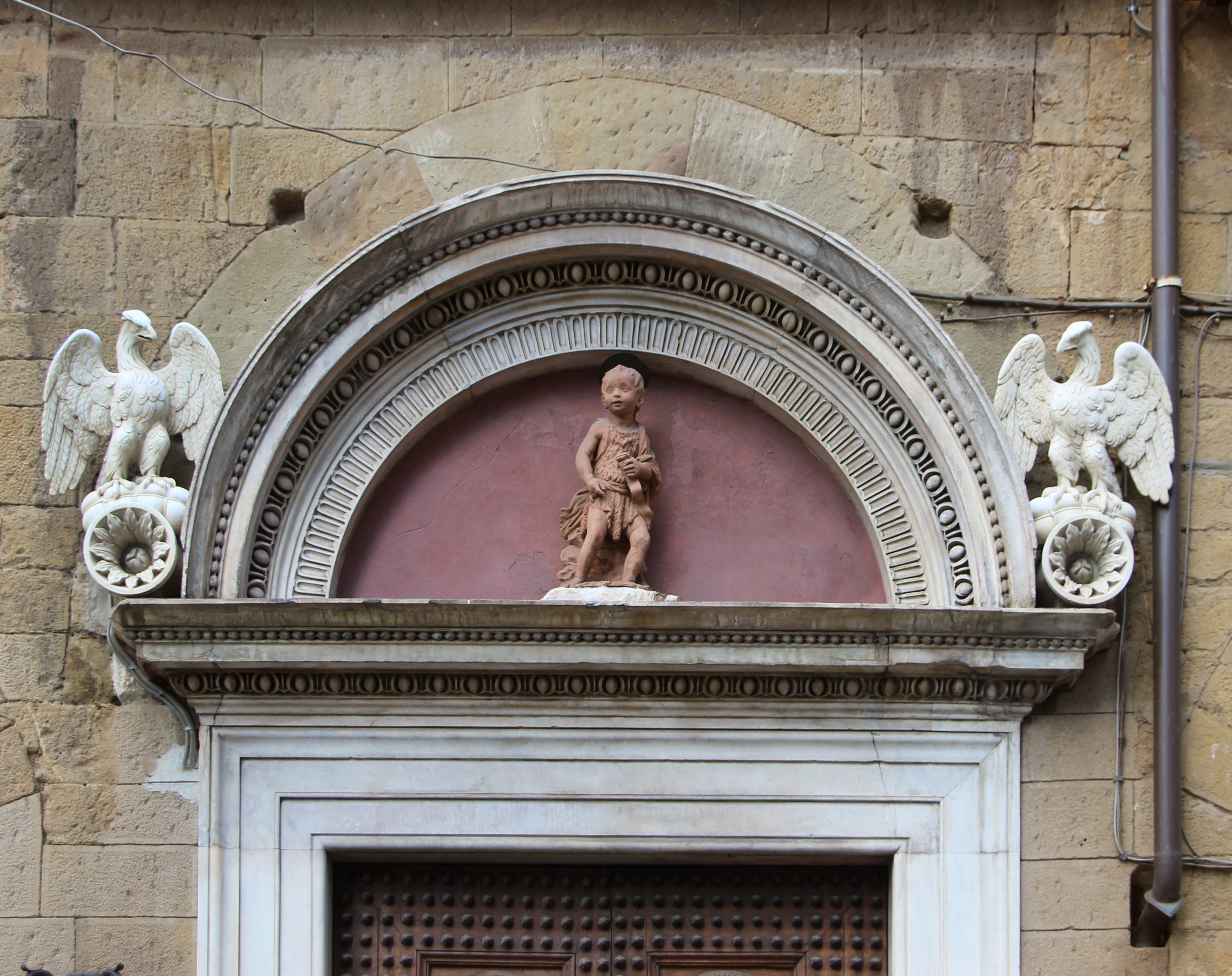
La lunetta

L'edificio, di antica origine, faceva parte fin dal Trecento della Canonica di San Giovanni Battista, dipendente dai Consoli dell'Arte di Calimala, ed era ugualmente sede dell'Opera di San Giovanni (poi assorbita nell'Opera di Santa Maria del Fiore). Marcello Jacorossi riassunse le caratteristiche salienti del fronte: "Di bell'aspetto, a bozze irregolari nel primo e secondo piano, e regolari al piano terreno. Due grandi finestre centinate al secondo piano. Opera pregevolissima è la porta marmorea, nelle sue modanature finemente intagliate del primo '400. Nella lunetta che sovrasta l'architrave è la statua in marmo di San Giovannino. Ai lati della lunetta sono due aquile poggianti sul torsello, arme dell'Arte di Calimala. Anche l'affisso della porta, di legname con riquadri, intagli e bullettoni, è opera pregevole". 
Dai libri dell'Arte si rileva che il lavoro della porta fu eseguito nel 1477: Michelozzo scolpì la porta e le due aquile, Antonio Rossellino la statuetta di San Giovannino, ora qui in una copia realizzata da Marcello Del Colle, responsabile della Bottega Artigiana dell'Opera (l'originale è conservato al Museo nazionale del Bargello, con attribuzione a Michelozzo; anche le aquile sul portale sono copie).
Oltre l'ingresso è il cortile, rimaneggiato e riconfigurato in senso neomedievale, comunque di piacevole effetto. La struttura è stata recentemente restaurata (termine dei lavori 2006) ed è sede del Centro di Arte e Cultura promosso dall'Opera, con biglietteria, sale convegni e altri servizi funzionali al "Grande Museo del Duomo".

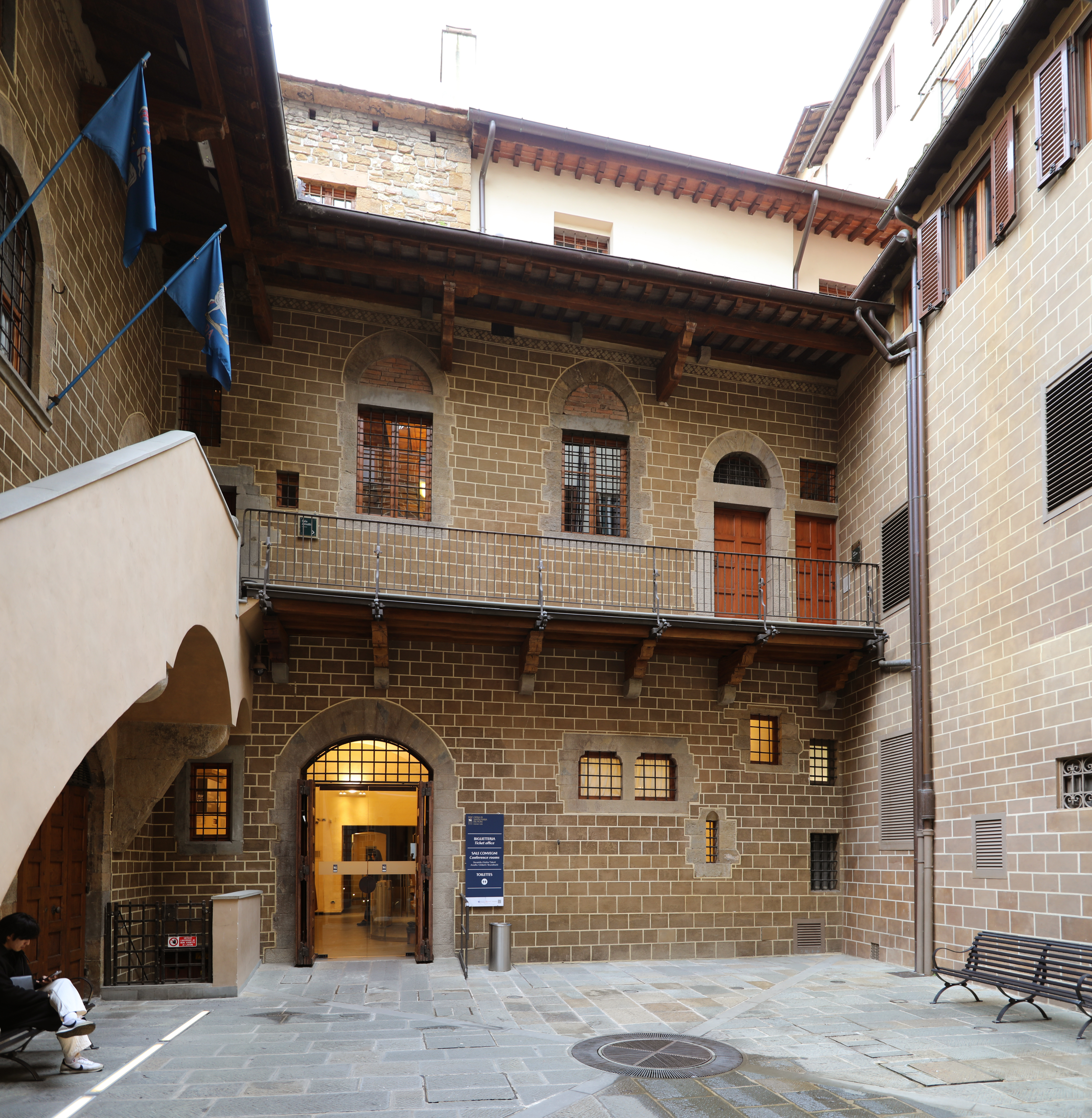
Cortile interno

## Bibliografia

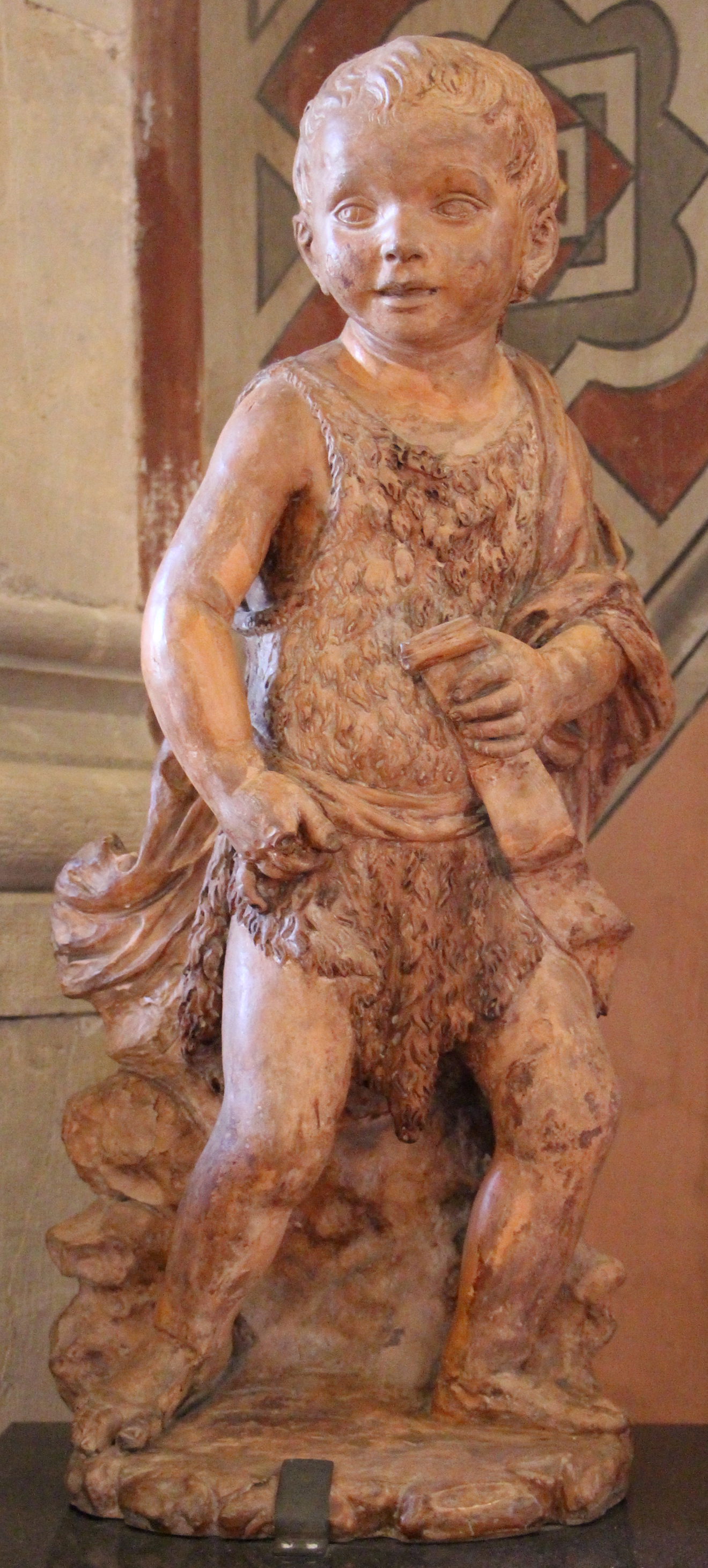
Il San Giovannino originale, oggi nel Museo del Bargello